# Kelurahan Jingglong (administrativ by i Indonesien, lat -8,16, long 112,24)
Kelurahan Jingglong är en administrativ by i Indonesien.   Den ligger i provinsen Jawa Timur, i den västra delen av landet, 600 km öster om huvudstaden Jakarta.